# Sigayam
Sigayam is een bestuurslaag in het regentschap Batang van de provincie Midden-Java, Indonesië. Sigayam telt 1472 inwoners (volkstelling 2010).